# Lourdes Arastey
María Lourdes Arastey Sahún (Tarragona, 29 de julio de 1959) es una jurista española experta en jurisdicción social y en igualdad de género. En julio de 2021 fue elegida jueza del Tribunal de Justicia de la Unión Europea en sustitución de la española Rosario Silva de Lapuerta. Ha sido magistrada de la Sala de lo Social del Tribunal Supremo. 
Desde octubre de 2024 preside la Sala Vª del Tribunal de Justicia de la Unión Europea.

## Trayectoria
Nació en Tarragona en 1959 y se licenció en Derecho por la Universidad de Barcelona en 1982. Ingresó en la Carrera Judicial por oposición libre en 1984. Asumió sus primeros destinos en los órganos mixtos de la jurisdicción hasta 1989, año en el que ascendió a magistrada y ocupó destino en el Juzgado de lo Social n.º 7 de Barcelona. En 1990 pasó a la Sala Social del Tribunal Superior de Justicia de Cataluña. En 2002 fue nombrada Magistrada especialista en el orden social.
En 2009 fue nombrada magistrada de la Sala Cuarta del Tribunal Supremo. En 2018 fue elegida miembro del Tribunal Administrativo de la OTAN.
Ha sido también profesora asociada de la Universidad de Barcelona y ha participado en foros y reuniones jurídicas internacionales, entre ellas las Escuelas Judiciales de Bulgaria, Rumanía y de Espírito Santo (Brasil), Escuela Judicial de Centroamérica y Caribe (Guatemala), Tribunal de Justiça do Rio de Janeiro, Université Montesquieu de Burdeos, el Centro Universitario Mediterráneo de Niza, el TJUE, la Cour de Cassation de Francia, la Asociación de Mediadores de Hungría, Eurochambers o el Bar of Ireland.
Es autora de diversas publicaciones de Derecho Laboral, Discriminación, Género e igualdad, mediación y Derecho de la Unión. En 2016, fue designada Experta para la Red Europea de Consejos Judiciales (ENCJ) en el proyecto conjunto de la Red Europea de Consejos Judiciales y del European Law Institute (ELI) sobre Mediación (ADR).
Miembro activo de la Asociación Judicial Francisco de Vitoria desde 1986, fue portavoz de la sección de Cataluña.
Ha sido vicepresidenta del Grupo Europeo de Magistrados por la Mediación (GEMME), institución en la que ha ostentado también el cargo de presidenta de su Sección española. También es miembro del Instituto Europeo de Legislación (ELI) y miembro fundadora de la Red de Expertos de Derecho de la Unión Europea (Redue) del Consejo General del Poder Judicial. 
Fue candidata para ocupar la presidencia de la Sala de lo Social del Supremo en la que finalmente fue elegida María Luisa Segoviano quien en octubre se convirtió en la primera mujer en presidir la Sala de lo Social del Surpremo. En 2021 presentó su candidatura al Tribunal de Justicia de la Unión Europea junto a otros 24 aspirantes siendo elegida. Arastey sustituyó como jueza del Tribunal de Justicia de la Unión Europea a la primera mujer que se convirtió en abogada del Estado en España, Rosario Silva de Lapuerta, siendo la primera vez que España elige a un miembro de la judicatura de carrera para que represente al país en el Tribunal de Justicia de la Unión Europea, como jueza del mismo. Su mandato se extenderá hasta el 6 de octubre de 2027.
Habla cinco idiomas: francés, inglés, italiano, catalán y español.

## Especialista en igualdad de género
Arastey es autora de diversas publicaciones sobre discriminación, género e igualdad. Ha represando al poder judicial español en varias reuniones entre ellas la Cumbre Anual de Justicia y Género de los Tribunales Supremos de Latinoamérica de Cádiz (2012) y de Cochabamba –Bolivia- (2013).